# Гуль (Норвегия)
Гуль (норв. Gol) — коммуна в губернии Бускеруд в Норвегии. Административный центр коммуны — город Гуль. Официальный язык коммуны — нюнорск. Население коммуны на 2007 год составляло 4007 чел. Площадь коммуны Гуль — 192,51 км², код-идентификатор — 0993

## История населения коммуны
Население коммуны за последние 60 лет.

Статистика коммуны Гуль